# Styrax portoricensis
Styrax portoricensis, locally được gọi là palo de jazmin, là một loài thực vật có hoa thuộc họ Styracaceae. Đây là loài đặc hữu của Puerto Rico.

## Hình ảnh

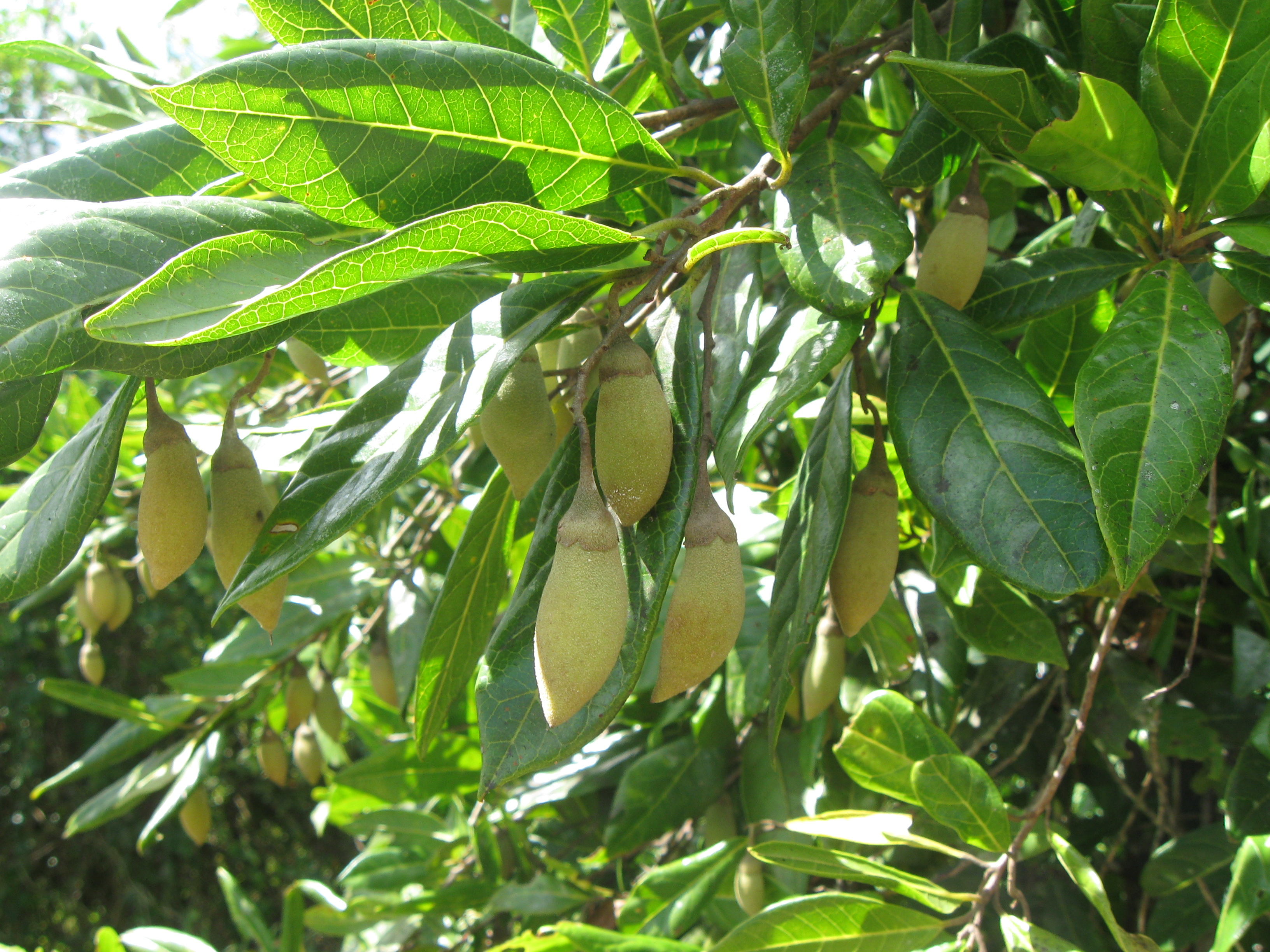